# Sandro Parenzo
Sandro Parenzo (Camposampiero, 20 maggio 1944) è un editore, produttore televisivo e sceneggiatore italiano.
È l'azionista di maggioranza e il presidente di Mediapason, società editrice delle reti Telelombardia, Antennatre, Videogruppo e Canale 6 e produttore di fiction tramite la sua società Videa.
È socio della casa editrice Chiarelettere.

## Biografia
Dopo studi classici, si laurea in Architettura con Manfredo Tafuri a Venezia, quindi si trasferisce a Roma dove incomincia l'attività di sceneggiatore (e occasionalmente di scenografo) negli anni settanta. Nel 1972 sceneggia La cosa buffa, tratta dal romanzo di Giuseppe Berto con la regia di Aldo Lado; nel 1973 Malizia con Salvatore Samperi, lavora poi con Bernardo Bertolucci, Luca Ronconi, Ugo Tognazzi, Mario Missiroli. È anche tra gli autori della rivista satirica Il Male fondata da Pino Zac.
Nel 1980 incontra Silvio Berlusconi, agli inizi della sua avventura televisiva. Apre e dirige la sede di Roma della Fininvest, affitta gli studi della Dear per produrre programmi televisivi come Il pranzo è servito con Corrado, Zig Zag di Raimondo Vianello, Drive In. Sempre in quegli anni lavora ancora con Corrado come autore per il programma Ciao gente! in onda su Canale 5; per lo stesso canale produce nel 1990 la miniserie Dagli Appennini alle Ande.
A metà degli anni ottanta incomincia anche l'attività di distributore di film per la Artisti Associati, nel 1987 si mette in proprio creando la Videa, società per produrre e distribuire film e programmi televisivi. Dopo aver rilevato i teatri della Vides di Franco Cristaldi, realizza programmi per Salvatores, d'Alatri, Crialese, e altri. Organizza anche la prima produzione del Maurizio Costanzo Show al teatro Parioli e nel 1993 Zona Franca di Gianfranco Funari.
Nel 1992 è stato eletto all’Anica presidente dell’Unione Nazionale Industrie Tecniche Cineaudiovisive.
Nel 1995 diventa il principale azionista di Telelombardia, l'emittente televisiva lombarda fondata nel 1974 e diventata in seguito di proprietà del gruppo Ligresti. Nove anni più tardi, nel 2004, rileva anche Antennatre, nel 2005 acquista Videogruppo in Piemonte. Lo stesso anno Massimo Cacciari, sindaco di Venezia, lo nomina all'assessorato per la produzione culturale. Ci resta fino al giugno 2006 dopo avere costituito la Fondazione Musei Civici di Venezia in cui confluiranno i musei veneziani.
Nel frattempo continua a espandersi nel settore televisivo con Top Calcio, Milanow, Top Gusto, Top Musica, dà vita al gruppo Mediapason, partecipato tra gli altri anche da Nelke, società del finanziere Giuseppe Garofano, e sposta la sede in un vasto complesso in via Colico 21, a Milano.
È un lontano parente del conduttore radiofonico e televisivo David Parenzo: i loro nonni erano cugini.

## Scherzi
- Quando ha collaborato con il giornale satirico Il Male, è stata sua l'idea di pubblicare nel 1979 i falsi quotidiani Paese Sera, La Stampa e Il Giorno che riportano in prima pagina e a titoli cubitali la notizia dell'arresto di Ugo Tognazzi quale capo delle Brigate Rosse con una foto dell'attore, che si era prestato allo scherzo facendosi fotografare ammanettato accompagnato dai redattori vestiti da agenti di Pubblica Sicurezza.[7]
- Nel febbraio 1990 ha ideato e prodotto un programma inserito in Mixer intitolato FACS. Una accurata (e falsa) ricostruzione con personaggi veri e falsi raccontava di come il risultato del referendum Monarchia-Repubblica del 2 giugno 1946 fosse stato in realtà un broglio ideato da un gruppo di patrioti repubblicani. Il giorno dopo centinaia di pagine sui quotidiani polemizzavano aspramente sul programma[8]. Parenzo se ne prende totalmente la responsabilità.
- Nel 1989, come produttore del programma comico Banane su TMC, censura lo sketch di Daniele Luttazzi "Marzullo intervista Hitler" con la motivazione che fosse uno sketch anti-semita. Intervistato nel luglio del 2011 da Paolo Bracalini per il Giornale, Parenzo dichiara: «È una balla. Facevamo Banane, un programma comico. Semplicemente quelle gag non facevano ridere e non le abbiamo montate. Va molto di moda fare i censurati...». Luttazzi, nel 2007, ha rifatto quello sketch nel programma Decameron su La7.
- Nel 1998 è l'ideatore del falso televisivo Indagine sulla canzone truccata, trasmesso su Canale 5 con la conduzione di Emilio Fede, che raccontava un finto arresto di Iva Zanicchi. La trasmissione ha suscitato aspre polemiche nel mondo del giornalismo.[9]
- Nel 2008 è autore di un pesce d'aprile: riesce a far diramare dall'agenzia Ansa a tarda sera, quando i quotidiani stavano per andare in stampa, la notizia che Silvio Berlusconi, in caso di pareggio, avrebbe fatto un "governo del buon senso" con Mario Monti allo Sviluppo economico e Massimo Cacciari alla Cultura. Quando i giornali riescono a cambiare la prima pagina e stanno per essere pubblicati, arriva la smentita.[10]

## Filmografia

### Sceneggiatore
- La cosa buffa (1972)
- Malizia (1973)
- Peccato veniale (1974)
- Sesso in confessionale (1974)
- Cani arrabbiati (1974)
- Appassionata (1974)
- Un sorriso, uno schiaffo, un bacio in bocca (1976)
- Nenè (1977)
- I viaggiatori della sera (1979)*
- Il cappotto di Astrakan (1979)

### Scenografo
- Chi l'ha vista morire? (1972)